# Viasholmen
Viasholmen är en ö i Finland. Den ligger i Finska viken och i kommunen Lovisa i den ekonomiska regionen  Lovisa i landskapet Nyland, i den södra delen av landet. Ön ligger omkring 58 kilometer öster om Helsingfors.
Öns area är 8,2 hektar och dess största längd är 400 meter i sydväst-nordöstlig riktning. Ön höjer sig omkring 20 meter över havsytan.